# Prostyń (przystanek kolejowy)
Prostyń – przystanek kolejowy w Prostyni, w województwie mazowieckim, w Polsce. Według klasyfikacji PKP ma kategorię dworca aglomeracyjnego. Znajdują się tu 2 perony.

## Ruch pasażerski[3]
| Rok  | Wymiana pasażerska na dobę |
| ---- | -------------------------- |
| 2017 | 200-299                    |
| 2018 | 150-199                    |
| 2019 | 200-299                    |
| 2020 | 200-299                    |
| 2021 | 300-499                    |
| 2022 | 300-499                    |
| 2023 | 300-499                    |

## Modernizacja
13 czerwca 2017 PKP PLK podpisały umowę na modernizację odcinka linii kolejowej nr 6 Sadowne – Czyżew prowadzonej w ramach projektu Rail Baltica. W sierpniu 2017 r. zamknięto tor nr 1 (w kierunku Białegostoku) i przystąpiono do rozbiórki peronu 1. Ruch wówczas odbywał się jednotorowo po torze nr 2 (w kierunku Warszawy). W I kwartale 2019 r. zakończono modernizację toru 1 w związku z czym 10 marca 2019 przełożono nań cały ruch, po czym rozpoczęto rozbiórkę toru 2 oraz peronu 2. Podczas przebudowy peronu 2 kasa biletowa została zamknięta.
Prostyń jest ostatnim przystankiem kolejowym pociągów osobowych Kolei Mazowieckich przed ich końcową stacją w Małkini. Zatrzymują się tu wszystkie pociągi tego przewoźnika do/z Małkini - maksymalnie kilkanaście par dziennie. Do ich obsługi skierowane są elektryczne zespoły trakcyjne serii EN57. Na czas utrudnień związanych z modernizacją szlaku niektóre połączenia Kolei Mazowieckich przez Prostyń są realizowane zastępczą komunikacją autobusową. Aby zrekompensować okolicznym mieszkańcom zmniejszoną siatkę połączeń pociągów osobowych wynikającą z modernizacji postanowiono, że w Prostyni czasowo zatrzymywały się wybrane pociągi pospieszne spółki PKP Intercity.

## Linki zewnętrzne

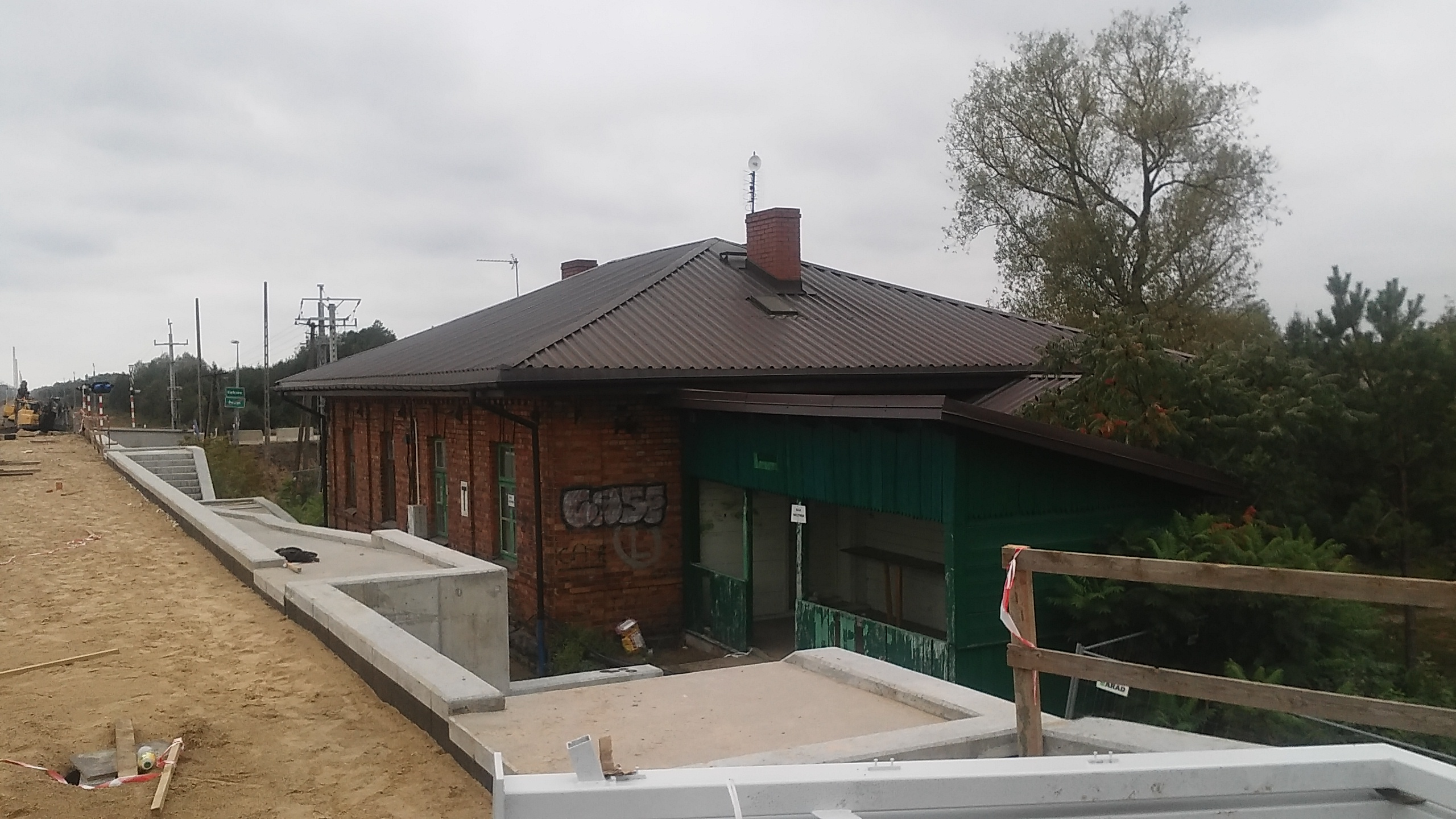
Nieczynna kasa biletowa

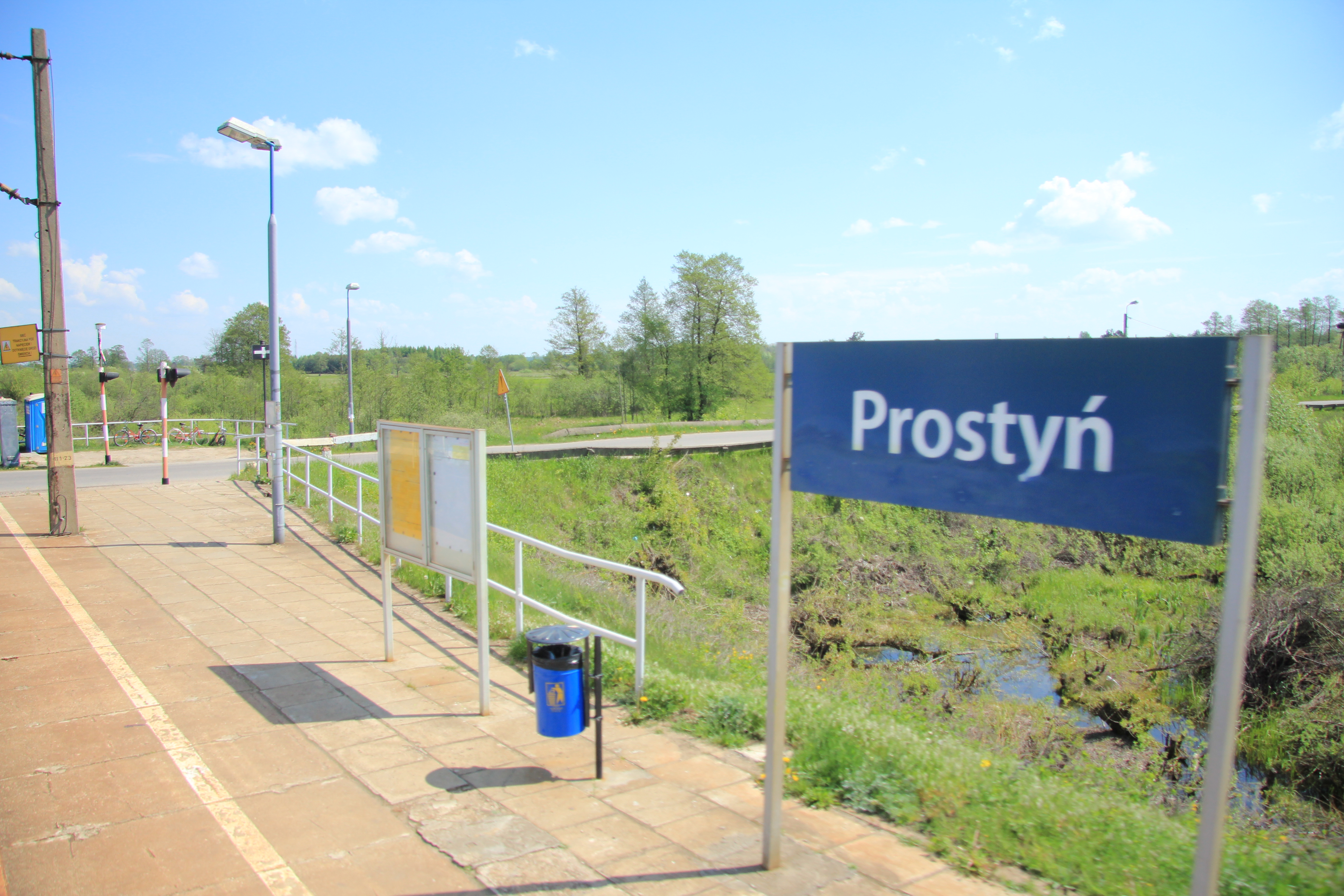
Peron 2 przed modernizacją (2016)